# Sant Miquel de Cruilles
Sant Miquel de Cruilles es una entidad de población española del municipio de Cruilles, Monells y San Sadurní, perteneciente a la provincia de Gerona, en la comunidad autónoma de Cataluña.

## Historia
Hacia mediados del siglo XIX, el lugar pertenecía al municipio de Cruilles. Aparece descrito en el séptimo volumen del Diccionario geográfico-estadístico-histórico de España y sus posesiones de Ultramar de Pascual Madoz con las siguientes palabras:

CRUILLES (San Miguel de): vecindario en la prov. y dióc. de Gerona, part. jud. de La Bisbal, aud. terr., c. g. de Barcelona, ayunt. de Cruilles, de cuya parr. es aneja la que tiene bajo la advocacion de San Miguel. Su terreno, prod., pobl. y contr. (V. Cruilles.)
(Madoz, 1847, p. 177)

En la actualidad, pertenece al municipio de Cruilles, Monells y San Sadurní. En 2023, la entidad singular de población tenía empadronados catorce habitantes.